# Virus tropical
Virus tropical es una película dramática animada colombiana de 2018 dirigida por Santiago Caicedo. Cuenta con las voces estelares de Alejandra Borrero, María Cecilia Sánchez y Diego León Hoyos. Ha participado en importantes eventos a nivel mundial como el Festival Animation Is Film en Los Ángeles, el Festival Southwest Film, el Festival Internacional de Cine de Animación de Annecy, los Premios Quirino de la Animación Iberoamericana, donde fue uno de los finalistas de la segunda edición, y el Festival Internacional de Cine de Berlín.

## Sinopsis
Paola es una niña colombiana que debe tratar de salir adelante en un contexto complicado, donde los estereotipos y las apariencias no le permiten encajar como ella quisiera en la sociedad. Con su visión única del mundo, Paola debe aprender a vivir paso a paso y abrirse camino en medio de una sociedad hipócrita, enfrentando toda una serie de pequeñas crisis que forjan su personalidad.

## Voces
- Alejandra Borrero como Hilda.
- María Cecilia Sánchez como Paola.
- Martina Toro como Paola niña.
- María Parada como Paty niña
- Diego León Hoyos como Uriel.